# Stanisław Staszic

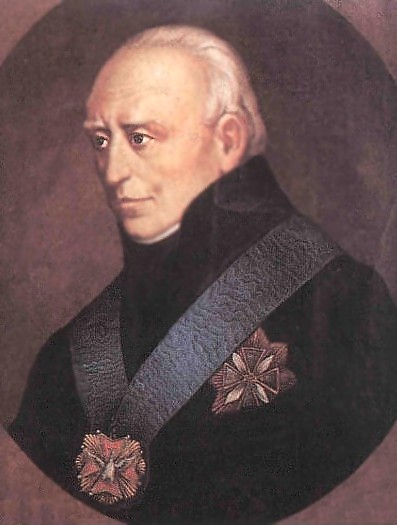
Stanisław Staszic

Stanisław Wawrzyniec Staszic, född 6 november 1755 i Piła, död 20 januari 1826 i Warszawa, var en polsk präst, filosof, statsman, geolog, vetenskapsman, poet och författare, en ledare av den polska upplysningen. 
Staszic växte upp i en borgarfamilj i Piła. När han slutade jesuitskolan i Poznań blev han katolsk präst. Mellan 1779 och 1781 fortsatte han sina teologiska studier i Frankrike och Tyskland. Han tillbringade också tid utomlands 1790–1791 och 1794–1797.